# Nola-Croce del Papa
Nola-Croce del Papa è un insediamento della prima età del bronzo scoperto nel maggio del 2001 in Campania, nei pressi di Nola, in località "Croce del Papa". Gli archeologi hanno descritto l'abitato, costituito da capanne ricoperte dalle ceneri vulcaniche, come "una Pompei preistorica".

## Scoperta
Il rinvenimento di due corpi coperti dai flussi piroclastici mentre cercavano di fuggire da un'eruzione vulcanica del monte Somma ha portato gli archeologi a scoprire il villaggio di Croce del Papa. L'eruzione delle Pomici di Avellino che ha ricoperto il villaggio, preservandolo, avvenne intorno al 1900 a.C. .
Lo scavo, che ha messo alla luce diverse capanne, la cui struttura è stata conservata dalla cenere vulcanica, è stato diretto dall'archeologa francese Claude Albore Livadie nei primi anni 2000. 

## Ritrovamenti
I resti di animali allevati nel villaggio sono stati rinvenuti, come un recinto con delle capre, oltre a vari resti di piante e altri animali, fossilizzati dal fango che penetrò nelle strutture abitate.
Dell'intero villaggio solo tre strutture rimaste intatte dopo l'eruzione sono state scavate. Nell'insediamento non sono stati trovati resti umani, il che fa credere agli archeologi che la popolazione fosse fuggita. La mancanza di oggetti personali nell'insediamento, fa ipotizzare che gli abitanti ebbero abbastanza tempo per raccogliere i loro beni più preziosi prima di partire.
L'eccezionalità del sito, con la struttura ed il tetto in paglia delle capanne perfettamente conservate nello "stampo" creato dalla cenere vulcanica, testimonia lo stile di vita, l'economia e l'organizzazione delle modalità di vita delle civiltà durante la prima età del bronzo.